# Monastyr Nowy Wałaam
Nowy Wałaam, Nowe Valamo (fiń. Uusi Valamo) – klasztor prawosławny w Finlandii, w mieście Heinävesi.
Klasztor założony został w 1940 przez 150 prawosławnych mnichów, którzy uciekli przed spodziewanymi prześladowaniami z położonego w obecnej rosyjskiej Karelii monastyru Wałaamskiego, gdy ziemie, na którym się on znajduje, na mocy traktatu pokojowego kończącego wojnę zimową zostały przekazane Związkowi Radzieckiemu.
Uciekając mnisi zabrali ze starego klasztoru większość jego zabytkowego wyposażenia, włącznie z dzwonem. Wszystko to posłużyło do wyposażenia nowego monasteru.
W latach 1945–1957 klasztor był podporządkowany Rosyjskiej Cerkwi Prawosławnej. W 1957 uregulowano niektóre spory kanoniczne pomiędzy Finami a Rosjanami. Między innymi ustalono, że Nowy Wałaam pod względem administracyjnym i kanonicznym będzie podporządkowany Kościołowi Fińskiemu. Siedmiu mnichów (Rosjan) przeniosło się do klasztoru Pskowsko-Pieczerskiego. Ostatni rosyjski mnich w Nowym Wałaamie zmarł w 1984 mając 110 lat i odtąd w murach klasztoru pozostają już tylko mnisi-Finowie.

## Galeria

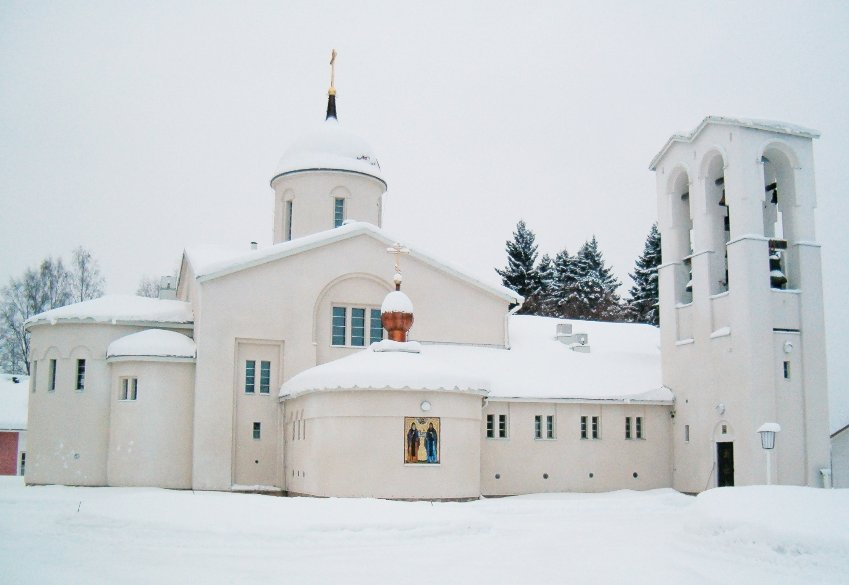
Główna cerkiew monasterska zimą
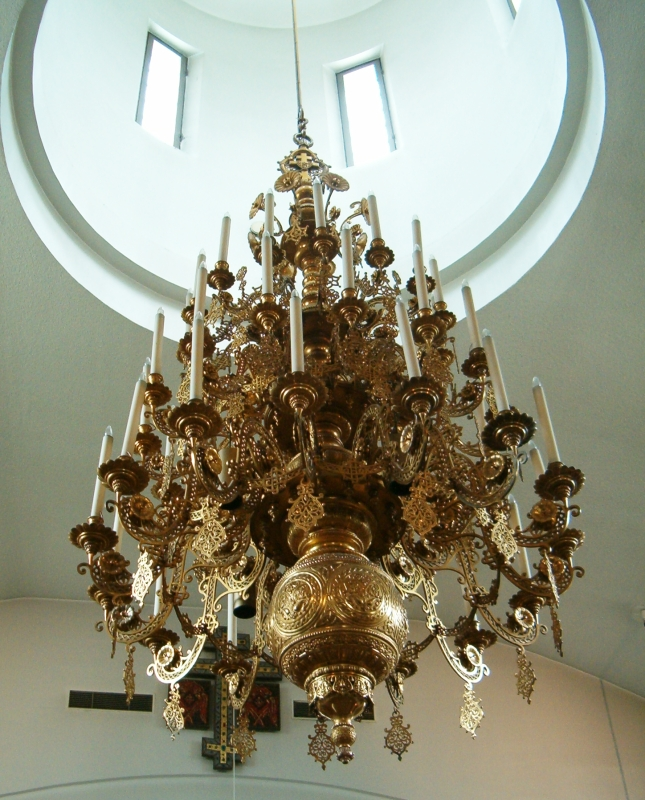
Żyrandol w głównej cerkwi
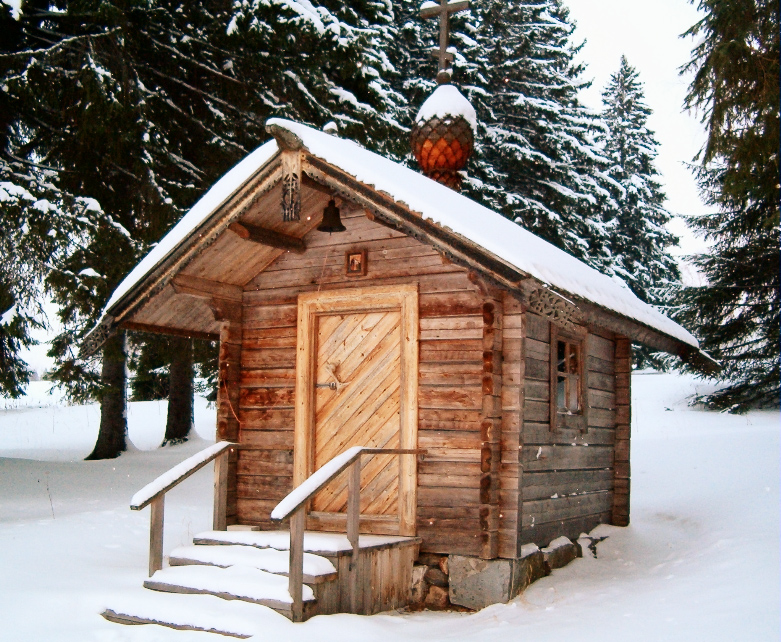
Kaplica św. Mikołaja